# Francesco La Macchia
Francesco La Macchia (Tonnarella, 1938. október 9. – Sabaudia, 2017. július 31.) olimpiai ezüstérmes olasz kenus.

## Pályafutása
Az 1960-as római olimpián ezüstérmet szerzett Aldo Dezivel kenu kettes 1000 méteres versenyszámban.

## Sikerei, díjai
- Olimpiai játékok – C-2 1000 m
  - ezüstérmes: 1960, Róma